# Detarioideae
Sous-famille
Synonymes
- Amherstieae Benth.
- Detariaceae J. Hess
- Detarieae DC.
- Tamarindaceae Martinov

Les Detarioideae sont une sous-famille de plantes à fleurs de la famille des Fabaceae (légumineuses). Ce groupe à répartition pantropicale, monophylétique en dépit d'une très grande diversité morphologique, regroupe 81 genres et environ 760 espèces. C'est l'une des plus anciennes lignées dans la phylogénie des Légumineuses qui a été récemment rétablie en tant que sous-famille des Detarioideae Burmeist. dans la nouvelle classification de la famille proposée en 2017 par le Legume Phylogeny Working Group, qui reconnaît six sous-familles.

Cette sous-famille comprend de nombreux arbres tropicaux exploités pour le bois d'œuvre ou ayant une importance écologique certaine, originaires pour la plupart d'Afrique et d'Asie. Amherstia nobilis et Tamarindus indica (tamarin) sont deux des plus notables espèces de Detarioideae. 
La définition cladistique de cette sous-famille est la suivante :  

« Le clade de couronne le plus inclusif contient Goniorrhachis marginata Taub. et Aphanocalyx cynometroides Oliv., mais pas Cercis canadensis L., Duparquetia orchidacea Baill. ou Bobgunnia fistuloides (Harms) J. H. Kirkbr. & Wiersema. »

## Taxinomie
Les Detarioideae comprennent six tribus : Detarieae et Amherstieae, dont la circonscription a été modifiée, et quatre nouvelles tribus (Afzelieae, Barnebydendreae, Saraceae et Schotieae),.

### Schotieae
- Schotia Jacq.

### Barnebydendreae
- Barnebydendron J.H.Kirkbr.
- Goniorrhachis Taub.

### Detarieae
- Augouardia Pellegr.
- Baikiaea Benth.
- Brandzeia Baill.
- Colophospermum J. Kirk ex J. Léonard
- Copaifera L.
- Daniellia Benn.
- Detarium Juss.
- Eperua Aubl.
- Eurypetalum Harms
- Gilletiodendron Vermoesen
- Guibourtia Benn.
- Hardwickia Roxb.
- Hylodendron Taub.
- Hymenaea L.
- Neoapaloxylon Rauschert
- Peltogyne Vogel
- Prioria Griseb.
- Sindora Miq.
- Sindoropsis J. Léonard
- Stemonocoleus Harms
- Tessmannia Harms

### Saraceae
- Endertia Steenis & de Wit
- Leucostegane Prain
- Lysidice Hance
- Saraca L.

### Afzelieae
- Afzelia Sm.
- Brodriguesia R.S. Cowan
- Intsia Thouars

### Amherstieae
- Amherstia Wall.
- Annea Mackinder & Wieringa[4]
- Anthonotha P. Beauv.
- Aphanocalyx Oliver
- Berlinia Sol. ex Hook. f.
- Bikinia Wieringa
- Brachycylix (Harms) R.S. Cowan
- Brachystegia Benth.
- Brownea Jacq.
- Browneopsis Huber
- Crudia Schreb.
- Cryptosepalum Benth.
- Cynometra L.
- Dicymbe Spruce ex Benth. & Hook. f.
- Didelotia Baill.
- Ecuadendron D.A. Neill
- Elizabetha Schomb. ex Benth.
- EnglerodendronHarms
- Gabonius Wieringa & Mackinder[5]
- Gilbertiodendron J. Léonard
- Heterostemon Desf.
- Humboldtia Vahl
- Hymenostegia (Benth.) Harms
- Icuria Wieringa
- Isoberlinia Craib & Stapf ex Holland
- Isomacrolobium Aubrév. & Pellegr.[6]
- Julbernardia Pellegr.
- Lebruniodendron J. Léonard
- Leonardoxa Aubrév.
- Librevillea Hoyle
- Loesenera Harms
- Macrolobium Schreb.
- Maniltoa Scheff.
- Michelsonia Hauman
- Micklethwaitia G.P. Lewis & Schrire
- Microberlinia A. Chev.
- Neochevalierodendron J. Léonard
- Normandiodendron J. Léonard
- Oddoniodendron De Wild.
- Paloue Aubl.
- Paloveopsis R.S. Cowan
- Paramacrolobium J.Léonard
- Plagiosiphon Harms
- Polystemonanthus Harms
- Pseudomacrolobium Hauman
- Scorodophloeus Harms
- Talbotiella Baker f.
- Tamarindus L.
- Tetraberlinia (Harms) Hauman
- Zenkerella Taub.

## Phylogénie
Les Detarioideae présentent les relations phylogénétiques suivantes,,,, :
- Fabales
  - Cercideae clade (groupe externe)
  - Detarioideae
    - 
      - 
        - Schotieae
          - Schotia

        - Barnebydendreae
          - Goniorrachis
          - Barnebydendron

      - Detarieae
        - 
          - 
            - Hardwickia
            - Colophospermum

          - Prioria

        - 
          - 
            - Brandzeia
            - Daniellia

          - Detarieae sensu stricto
            - 
              - 
                - Stemonocoleus
                - Augouardia

              - 
                - Eurypetalum
                - Eperua

            - 
              - 
                - Peltogyne
                - 
                  - Guibourtia pro parte
                  - 
                    - Hymenaea
                    - Guibourtia pro parte

              - 
                - 
                  - Hylodendron
                  - Gilletiodendron

                - 
                  - Baikiaea
                  - 
                    - 
                      - Detarium
                      - Sindoropsis

                    - Copaifera
                    - Sindora
                    - Tessmannia

    - 
      - Saraceae
        - 
          - Endertia
          - Lysidice

        - Saraca

      - 
        - Afzelieae
          - Brodriguesia
          - 
            - Afzelia
            - Intsia

        - Amherstieae
          - Amherstia
          - Brownea Clade[12],[13]
            - 
              - 
                - Elizabetha
                - Heterostemon

              - Macrolobium

            - 
              - Ecuadendron
              - Brownea
              - Paloue

          - 
            - Tamarindus
            - Humboldtia
            - 
              - Paramacrolobium
              - Cryptosepalum

            - 
              - Polystemonanthus
              - Dicymbe

            - 
              - Cynometra pro parte
              - 
                - Loesenera
                - 
                  - Talbotiella
                  - 
                    - Leonardoxa
                    - Hymenostegia

            - 
              - Zenkerella
              - 
                - 
                  - Gabonius
                  - 
                    - Annea
                    - Scorodophloeus

                - 
                  - Crudia pro parte
                  - 
                    - Neochevalierodendron
                    - Crudia pro parte

              - 
                - Normandiodendron
                - Plagiosiphon
                - 
                  - Cynometra pro parte
                  - Maniltoa

            - 
              - 
                - 
                  - 
                    - Englerodendron
                    - Isomacrolobium

                  - Anthonotha

                - 
                  - Oddoniodendron
                  - Isoberlinia
                  - 
                    - Berlinia
                    - Microberlinia + "Babjit" Clade
                      - 
                        - Microberlinia
                        - Brachystegia

                      - 
                        - Julbernardia
                        - 
                          - Icuria
                          - Aphanocalyx

                        - 
                          - Tetraberlinia
                          - Bikinia

              - 
                - Didelotia
                - 
                  - Librevillea
                  - Gilbertiodendron